# Horisme albiplaga
Horisme albiplaga là một loài bướm đêm trong họ Geometridae.